# 林穎嫺
林穎嫺（英語：Wing Lam，1968年2月2日—），1987年香港小姐競選季軍及國際小姐最上鏡小姐得主。原籍廣東佛山市三水區，在香港出生及長大。1988年無綫電視銀河十星之一 : 崔嘉寶、邱淑貞、吳詠虹、李婉華、李中寧、胡越山、邵仲衡、郭富城、李耀敬。

## 生平
林穎嫺早年在新界上水長大，父親是新界漁農處主任。她在鳳溪第一中學就讀初中，畢業於九龍新法書院。在參選香港小姐前，她已在新藝城當合约演員，曾為第二代開心少女組成員，曾參與《開心油戲》大碟及拍攝萬樂珠廣告及服裝廣告。
她當選1987年香港小姐季軍後，短短兩年間，密密拍了不少劇集，如《老子萬歲》、《小小大丈夫》、《家山有福》等，多套劇集擔演第一女主角，也參演大型劇集《當代男兒》及《大都會》等演出，深受觀眾歡迎，很快就被捧成為當家花旦，此外也參演電影及廣告拍攝 。1989年她遠赴美國南加州大學進修會計課程，每年暑假都返香港為無綫電視拍劇，如《屬雞的男人》及《超能幹探SuperCop》都是擔演第一女主角；直至1994年畢業， 無綫要求她返來拍劇，但她選擇離開演藝行業並定居美國，從事會計工作，兼職教鋼琴。
1999年，她在美國洛杉磯與美國人Tom Dupont結婚，育有1子2女，分別在2004年誕下大兒子、2006年誕下大女兒及2008年誕下小女兒，相夫教子，全職做家庭主婦。
2002年，她曾回港出席香港小姐決賽及獲張玉珊邀請下，擔任修身堂纖體代言人，並成功瘦身。
2012年6月份回港推出新書“林穎嫺育兒成功秘笈” ，分享育兒心得，並在7月2日舉行新書發佈會，其後也有簽名會等宣傳新書活動，逗留香港至8月初，預計出兒童發音書，名叫「W.I.N.G. Phonics Program」。
2020年參與網上頻道，並在2021年開設個人頻道名為「林穎嫺Wing4U」。

## 電視劇（無綫電視）
| 年 份  | 片 名             | 角 色    | 合 作                          | 備 註      |
| 1987年 | 成吉思汗          | 婢女     | 萬梓良、黃日華、劉青雲、關禮傑 | 客串       |
| 1987年 | 奉旨成親          | 小翠     | 廖偉雄                         | 第一女主角 |
| 1988年 | 老子萬歲          | 寶貝     | 张卫健、吳啟華、岳華、謝寧     | 第一女主角 |
| 1988年 | 小小大丈夫        | 方美麗   | 王書麒、黃秋生                 | 第一女主角 |
| 1988年 | 大都會            | 蔡宜珠   | 梁朝偉、劉嘉玲                 | 第二女主角 |
| 1988年 | 當代男兒          | 鄧寶玲   | 萬梓良、呂良偉、陳敏兒         | 第一女主角 |
| 1988年 | 都市方程式        |          | 郭富城、陳嘉輝、楊羚           | 單元客串   |
| 1989年 | 家山有福          | 游雪瑩   | 關禮傑、王書麒                 | 第一女主角 |
| 1989年 | 陰陽界 (電視電影) | 花映紅   | 周星馳、關海山、惠天賜、黃德斌 | 第一女主角 |
| 1990年 | 同居三人組        | MICHELLE | 李克勤、郭晉安、梁佩瑚、李家聲 | 單元客串   |
| 1990年 | 烏金血劍          | 竹夢     | 劉錫明、周慧敏、羅嘉良、關秀媚 | 客串4集    |
| 1991年 | 屬雞的男人        | 文靜     | 李家聲、許紹雄                 | 第一女主角 |
| 1991年 | 大家族            | 徐美玲   | 劉錫明、李美鳳                 | 客串       |
| 1993年 | 超能幹探SuperCop  | 阮雯     | 郭晉安、劉錫明                 | 第一女主角 |

## 電影
| 年 份  | 片 名      | 角 色          |
| 1986年 | 開心鬼撞鬼 | 聖高貴中學學生 |
| 1986年 | 飛躍羚羊   |                |
| 1989年 | 開心巨無霸 | 加加           |
| 1992年 | 我愛扭紋柴 |                |

## 廣告
| 年 份  | 產 品                                       | 合 作              |
| 1985年 | 可口可樂500 解渴巨星 （页面存档备份，存于） | 黃家強、張耀揚     |
| 1986年 | SMASH！手錶                                 |                    |
| 1986年 | mentos 萬樂珠                               |                    |
| 1986年 | Garden 嘉頓甜筒                             | 開心少女組、黃百鳴 |
| 1987年 | LAWMAN Jeans                                | 杜德偉             |
| 1988年 | 碧泉檸檬茶                                  |                    |

## MV演出
| 年 份  | 歌 手  | 歌 名      |
| 1987年 | 黃凱芹 | 再遇       |
| 1989年 | 譚詠麟 | 愛你兩個人 |

## 參與音樂特輯
- 1989年 李克勤《熱浪迷情》
- 1991年 黎明《黎明音樂特輯之我的感覺》

## 外部連結
- 林穎嫺Wing4U Official Channel
- 林穎嫺的新浪微博
- 林穎嫺首網(新浪微博)
- 林穎嫺首網 （页面存档备份，存于）

| 前任： 倪萱彤 | 香港小姐競選季軍 1987年 | 繼任： 張郁蕾 |